# Tomáš Galásek
Tomáš Galásek (Frýdek-Místek, 15 gennaio 1973) è un ex calciatore ceco, di ruolo centrocampista.

## Carriera

### Club
Dopo aver giocato sia nelle giovanili che in prima squadra per molti anni nel Banik Ostrava, squadra di cui è stato una bandiera, nel 1996 si è trasferito nei Paesi Bassi, a Tilburg, per vestire la maglia del Willem II. Notato dall'Ajax, si è trasferito ad Amsterdam nel 2000, dopo l'Europeo. Ha giocato da titolare fisso con i Lancieri fino all'estate 2006, quando è stato acquistato dal Norimberga.

#### Norimberga
Dopo la fine del suo contratto, si unì all'1. Fußball-Club Nürnberg Verein für Leibesübungen nella stagione 2006/07. Nel pareggio per 1-1 a Norimberga con l'Alemannia Aquisgrana il ceco ha segnato il suo primo gol in Bundesliga. Nel suo primo anno in Franconia riuscì a vincere la Coppa DFB. Dopo la partenza di Raphael Schäfer per VfB Stoccarda Galásek è stato eletto capitano all'unanimità. La squadra retrocesse in 2.Bundesliga alla fine della stagione e Galašek non rinnovò il suo contratto.

#### Finale di carriera
Nonostante le espressioni del club per mantenere fede, Galasek ha dovuto lasciare il 1.FC Norimberga. Andò alla partenza della nuova stagione torna in patria e ha firmato per la sua città natale club di Banik Ostrava.

### Nazionale
È nazionale ceco e ha partecipato al campionato d'Europa 2004, campionato del mondo 2006, campionato d'Europa 2008. Ha partecipato a 16 incontri nell'Under 21 segnando 6 reti. In nazionale maggiore tra il 1995 e il 2008 è sceso in campo 69 volte segnando in una sola occasione.

## Statistiche

### Presenze e reti nei club
| Stagione                  | Squadra                   | Campionato | Campionato | Campionato | Coppe nazionali | Coppe nazionali | Coppe nazionali | Coppe continentali | Coppe continentali | Coppe continentali | Altre coppe       | Altre coppe | Altre coppe | Totale | Totale |
| Stagione                  | Squadra                   | Comp       | Pres       | Reti       | Comp            | Pres            | Reti            | Comp               | Pres               | Reti               | Comp              | Pres        | Reti        | Pres   | Reti   |
| ------------------------- | ------------------------- | ---------- | ---------- | ---------- | --------------- | --------------- | --------------- | ------------------ | ------------------ | ------------------ | ----------------- | ----------- | ----------- | ------ | ------ |
| 1991-1992                 | Baník Ostrava             | 1L         | 10         | 0          | ČSP             | ?               | ?               | CdC                | 2                  | 0                  | -                 | -           | -           | ?      | ?      |
| 1992-1993                 | Baník Ostrava             | 1L         | 30         | 1          | ČSP             | ?               | ?               | -                  | -                  | -                  | -                 | -           | -           | ?      | ?      |
| 1993-1994                 | Baník Ostrava             | 1L         | 30         | 0          | CRC             | 4               | 0               | -                  | -                  | -                  | -                 | -           | -           | 34     | 0      |
| 1994-1995                 | Baník Ostrava             | 1L         | 25         | 3          | CRC             | 3               | 2               | -                  | -                  | -                  | -                 | -           | -           | 28     | 5      |
| 1995-1996                 | Baník Ostrava             | 1L         | 26         | 5          | CRC             | 3               | 1               | -                  | -                  | -                  | -                 | -           | -           | 29     | 6      |
| 1996-1997                 | Willem II                 | E          | 16         | 0          | CO              | ?               | ?               | -                  | -                  | -                  | -                 | -           | -           | ?      | ?      |
| 1997-1998                 | Willem II                 | E          | 31         | 3          | CO              | ?               | ?               | -                  | -                  | -                  | -                 | -           | -           | ?      | ?      |
| 1998-1999                 | Willem II                 | E          | 32         | 5          | CO              | ?               | ?               | CU                 | 4                  | 0                  | -                 | -           | -           | ?      | ?      |
| 1999-2000                 | Willem II                 | E          | 31         | 3          | CO              | ?               | ?               | UCL                | 5                  | 0                  | -                 | -           | -           | ?      | ?      |
| Totale Willem II          | Totale Willem II          |            | 110        | 11         |                 | ?               | ?               |                    | 9                  | 0                  |                   | -           | -           | ?      | ?      |
| 2000-2001                 | Ajax                      | E          | 33         | 7          | CO              | 1               | 1               | CU                 | 3                  | 0                  | -                 | -           | -           | 37     | 8      |
| 2001-2002                 | Ajax                      | E          | 23         | 1          | CO              | 4               | 1               | UCL + CU           | 1                  | 0                  | -                 | -           | -           | 28     | 2      |
| 2002-2003                 | Ajax                      | E          | 30         | 5          | CO              | 1               | 0               | UCL                | 12                 | 0                  | JCS               | 1           | 0           | 43     | 5      |
| 2003-2004                 | Ajax                      | E          | 29         | 4          | CO              | -               | -               | UCL                | 6                  | 1                  | -                 | -           | -           | 35     | 5      |
| 2004-2005                 | Ajax                      | E          | 13         | 2          | CO              | -               | -               | UCL + CU           | 3                  | 1                  | JCS               | 1           | 0           | 17     | 3      |
| 2005-2006                 | Ajax                      | E          | 26         | 4          | CO              | 4               | 0               | UCL                | 6                  | 0                  | JCS + Playoff UCL | 5           | 0           | 41     | 4      |
| Totale Ajax               | Totale Ajax               |            | 154        | 23         |                 | 10              | 2               |                    | 31                 | 2                  |                   | 7           | 0           | 201    | 27     |
| 2006-2007                 | Norimberga                | BL         | 32         | 2          | CG              | 6               | 1               | -                  | -                  | -                  | -                 | -           | -           | 38     | 3      |
| 2007-2008                 | Norimberga                | BL         | 31         | 2          | CG              | 2               | 0               | CU                 | 8                  | 0                  | CdL               | 1           | 0           | 42     | 2      |
| Totale Norimberga         | Totale Norimberga         |            | 63         | 4          |                 | 8               | 1               |                    | 8                  | 0                  |                   | 1           | 0           | 80     | 5      |
| 2008-gen. 2009            | Baník Ostrava             | GL         | 14         | 0          | CRC             | 1               | 0               | CU                 | 2                  | 0                  | -                 | -           | -           | 17     | 0      |
| Totale Baník Ostrava      | Totale Baník Ostrava      |            | 135        | 9          |                 | ?               | ?               |                    | 4                  | 0                  |                   | -           | -           | ?      | ?      |
| gen.-giu. 2009            | Borussia M'gladbach       | BL         | 15         | 0          | CG              | -               | -               | -                  | -                  | -                  | -                 | -           | -           | 15     | 0      |
| 2009-2010                 | FSV Erlangen-Bruck        | BaL        | 16         | 1          | -               | -               | -               | -                  | -                  | -                  | -                 | -           | -           | 16     | 1      |
| 2010-2011                 | FSV Erlangen-Bruck        | BaL        | 12         | 2          | -               | -               | -               | -                  | -                  | -                  | -                 | -           | -           | 12     | 2      |
| 2011-2012                 | FSV Erlangen-Bruck        | BaL        | 6          | 0          | -               | -               | -               | -                  | -                  | -                  | -                 | -           | -           | 6      | 0      |
| Totale FSV Erlangen-Bruck | Totale FSV Erlangen-Bruck |            | 34         | 3          |                 | -               | -               |                    | -                  | -                  |                   | -           | -           | 34     | 3      |
| Totale carriera           | Totale carriera           |            | 511        | 50         |                 | ?               | ?               |                    | 52                 | 2                  |                   | 8           | 0           | ?      | ?      |

### Cronologia presenze e reti in Nazionale
| Cronologia completa delle presenze e delle reti in nazionale ― Rep. Ceca | Cronologia completa delle presenze e delle reti in nazionale ― Rep. Ceca | Cronologia completa delle presenze e delle reti in nazionale ― Rep. Ceca | Cronologia completa delle presenze e delle reti in nazionale ― Rep. Ceca | Cronologia completa delle presenze e delle reti in nazionale ― Rep. Ceca | Cronologia completa delle presenze e delle reti in nazionale ― Rep. Ceca | Cronologia completa delle presenze e delle reti in nazionale ― Rep. Ceca | Cronologia completa delle presenze e delle reti in nazionale ― Rep. Ceca |
| Data                                                                     | Città                                                                    | In casa                                                                  | Risultato                                                                | Ospiti                                                                   | Competizione                                                             | Reti                                                                     | Note                                                                     |
| ------------------------------------------------------------------------ | ------------------------------------------------------------------------ | ------------------------------------------------------------------------ | ------------------------------------------------------------------------ | ------------------------------------------------------------------------ | ------------------------------------------------------------------------ | ------------------------------------------------------------------------ | ------------------------------------------------------------------------ |
| 8-3-1995                                                                 | Brno                                                                     | Rep. Ceca                                                                | 4 – 1                                                                    | Finlandia                                                                | Amichevole                                                               | -                                                                        | 83’                                                                      |
| 13-12-1994                                                               | Kuwait City                                                              | Kuwait                                                                   | 1 – 2                                                                    | Rep. Ceca                                                                | Amichevole                                                               | -                                                                        | 66’                                                                      |
| 22-4-1998                                                                | Murska Sobota                                                            | Slovenia                                                                 | 1 – 3                                                                    | Rep. Ceca                                                                | Amichevole                                                               | -                                                                        |                                                                          |
| 21-5-1998                                                                | Kōbe                                                                     | Rep. Ceca                                                                | 1 – 0                                                                    | Paraguay                                                                 | Amichevole                                                               | -                                                                        | 85’                                                                      |
| 24-5-1998                                                                | Yokohama                                                                 | Giappone                                                                 | 0 – 0                                                                    | Rep. Ceca                                                                | Amichevole                                                               | -                                                                        | 64’                                                                      |
| 27-5-1998                                                                | Seul                                                                     | Corea del Sud                                                            | 2 – 2                                                                    | Rep. Ceca                                                                | Amichevole                                                               | -                                                                        | 81’                                                                      |
| 19-8-1998                                                                | Praga                                                                    | Rep. Ceca                                                                | 1 – 0                                                                    | Danimarca                                                                | Amichevole                                                               | -                                                                        | 46’                                                                      |
| 9-2-1999                                                                 | Bruxelles                                                                | Belgio                                                                   | 0 – 1                                                                    | Rep. Ceca                                                                | Amichevole                                                               | -                                                                        | 81’                                                                      |
| 28-4-1999                                                                | Varsavia                                                                 | Polonia                                                                  | 2 – 1                                                                    | Rep. Ceca                                                                | Amichevole                                                               | -                                                                        |                                                                          |
| 5-6-1999                                                                 | Tallinn                                                                  | Estonia                                                                  | 0 – 2                                                                    | Rep. Ceca                                                                | Qual. Euro 2000                                                          | -                                                                        | 87’                                                                      |
| 18-8-1999                                                                | Drnovice                                                                 | Rep. Ceca                                                                | 3 – 0                                                                    | Svizzera                                                                 | Amichevole                                                               | -                                                                        | 80’                                                                      |
| 2-6-2001                                                                 | Copenaghen                                                               | Danimarca                                                                | 2 – 1                                                                    | Rep. Ceca                                                                | Qual. Mondiali 2002                                                      | -                                                                        | 71’                                                                      |
| 6-6-2001                                                                 | Teplice                                                                  | Rep. Ceca                                                                | 3 – 1                                                                    | Irlanda del Nord                                                         | Qual. Mondiali 2002                                                      | -                                                                        |                                                                          |
| 27-3-2002                                                                | Cardiff                                                                  | Galles                                                                   | 0 – 0                                                                    | Rep. Ceca                                                                | Amichevole                                                               | -                                                                        | 61’                                                                      |
| 17-4-2002                                                                | Giannina                                                                 | Grecia                                                                   | 0 – 0                                                                    | Rep. Ceca                                                                | Amichevole                                                               | -                                                                        | 67’                                                                      |
| 18-5-2002                                                                | Praga                                                                    | Rep. Ceca                                                                | 1 – 0                                                                    | Italia                                                                   | Amichevole                                                               | -                                                                        | 22’                                                                      |
| 21-8-2002                                                                | Olomouc                                                                  | Rep. Ceca                                                                | 4 – 1                                                                    | Slovacchia                                                               | Amichevole                                                               | -                                                                        | 68’ 76’                                                                  |
| 6-9-2002                                                                 | Praga                                                                    | Rep. Ceca                                                                | 5 – 0                                                                    | Jugoslavia                                                               | Amichevole                                                               | -                                                                        | 64’                                                                      |
| 12-10-2002                                                               | Chișinău                                                                 | Moldavia                                                                 | 0 – 2                                                                    | Rep. Ceca                                                                | Qual. Euro 2004                                                          | -                                                                        | 55’                                                                      |
| 16-10-2002                                                               | Teplice                                                                  | Rep. Ceca                                                                | 2 – 0                                                                    | Bielorussia                                                              | Qual. Euro 2004                                                          | -                                                                        | 79’                                                                      |
| 20-11-2002                                                               | Teplice                                                                  | Rep. Ceca                                                                | 3 – 3                                                                    | Svezia                                                                   | Amichevole                                                               | -                                                                        | 46’                                                                      |
| 12-2-2003                                                                | Parigi                                                                   | Francia                                                                  | 0 – 2                                                                    | Rep. Ceca                                                                | Amichevole                                                               | -                                                                        | 73’                                                                      |
| 29-3-2003                                                                | Rotterdam                                                                | Paesi Bassi                                                              | 1 – 1                                                                    | Rep. Ceca                                                                | Qual. Euro 2004                                                          | -                                                                        |                                                                          |
| 2-4-2003                                                                 | Praga                                                                    | Rep. Ceca                                                                | 4 – 0                                                                    | Austria                                                                  | Qual. Euro 2004                                                          | -                                                                        |                                                                          |
| 11-6-2003                                                                | Olomouc                                                                  | Rep. Ceca                                                                | 5 – 0                                                                    | Moldavia                                                                 | Qual. Euro 2004                                                          | -                                                                        |                                                                          |
| 10-9-2003                                                                | Praga                                                                    | Rep. Ceca                                                                | 3 – 1                                                                    | Paesi Bassi                                                              | Qual. Euro 2004                                                          | -                                                                        |                                                                          |
| 11-10-2003                                                               | Vienna                                                                   | Austria                                                                  | 2 – 3                                                                    | Rep. Ceca                                                                | Qual. Euro 2004                                                          | -                                                                        |                                                                          |
| 12-11-2003                                                               | Teplice                                                                  | Rep. Ceca                                                                | 5 – 1                                                                    | Canada                                                                   | Amichevole                                                               | -                                                                        | 68’                                                                      |
| 18-2-2004                                                                | Palermo                                                                  | Italia                                                                   | 2 – 2                                                                    | Rep. Ceca                                                                | Amichevole                                                               | -                                                                        | 46’                                                                      |
| 31-3-2004                                                                | Dublino                                                                  | Irlanda                                                                  | 1 – 2                                                                    | Rep. Ceca                                                                | Amichevole                                                               | -                                                                        |                                                                          |
| 28-4-2004                                                                | Praga                                                                    | Rep. Ceca                                                                | 0 – 1                                                                    | Giappone                                                                 | Amichevole                                                               | -                                                                        | 46’                                                                      |
| 2-6-2004                                                                 | Praga                                                                    | Rep. Ceca                                                                | 3 – 1                                                                    | Bulgaria                                                                 | Amichevole                                                               | -                                                                        | 70’                                                                      |
| 6-6-2004                                                                 | Teplice                                                                  | Rep. Ceca                                                                | 2 – 0                                                                    | Estonia                                                                  | Amichevole                                                               | -                                                                        | 46’                                                                      |
| 15-6-2004                                                                | Aveiro                                                                   | Rep. Ceca                                                                | 2 – 1                                                                    | Lettonia                                                                 | Euro 2004 - 1º turno                                                     | -                                                                        | 64’                                                                      |
| 19-6-2004                                                                | Aveiro                                                                   | Rep. Ceca                                                                | 3 – 2                                                                    | Paesi Bassi                                                              | Euro 2004 - 1º turno                                                     | -                                                                        | 55’ 62’                                                                  |
| 23-6-2004                                                                | Lisbona                                                                  | Germania                                                                 | 1 – 2                                                                    | Rep. Ceca                                                                | Euro 2004 - 1º turno                                                     | -                                                                        | cap. 46’                                                                 |
| 27-6-2004                                                                | Porto                                                                    | Rep. Ceca                                                                | 3 – 0                                                                    | Danimarca                                                                | Euro 2004 - Quarti di finale                                             | -                                                                        |                                                                          |
| 1-7-2004                                                                 | Porto                                                                    | Rep. Ceca                                                                | 0 – 1 dts                                                                | Grecia                                                                   | Euro 2004 - Semifinale                                                   | -                                                                        | 48’                                                                      |
| 18-8-2004                                                                | Praga                                                                    | Rep. Ceca                                                                | 0 – 0                                                                    | Grecia                                                                   | Amichevole                                                               | -                                                                        | 46’                                                                      |
| 9-10-2004                                                                | Praga                                                                    | Rep. Ceca                                                                | 1 – 0                                                                    | Romania                                                                  | Qual. Mondiali 2006                                                      | -                                                                        | cap.                                                                     |
| 13-10-2004                                                               | Erevan                                                                   | Armenia                                                                  | 0 – 3                                                                    | Rep. Ceca                                                                | Qual. Mondiali 2006                                                      | -                                                                        | cap. 55’                                                                 |
| 17-11-2004                                                               | Skopje                                                                   | Macedonia                                                                | 0 – 2                                                                    | Rep. Ceca                                                                | Qual. Mondiali 2006                                                      | -                                                                        | cap.                                                                     |
| 4-6-2005                                                                 | Liberec                                                                  | Rep. Ceca                                                                | 8 – 1                                                                    | Andorra                                                                  | Qual. Mondiali 2006                                                      | 1                                                                        | cap.                                                                     |
| 8-6-2005                                                                 | Teplice                                                                  | Rep. Ceca                                                                | 6 – 1                                                                    | Macedonia                                                                | Qual. Mondiali 2006                                                      | -                                                                        | cap.                                                                     |
| 17-8-2005                                                                | Göteborg                                                                 | Svezia                                                                   | 2 – 1                                                                    | Rep. Ceca                                                                | Amichevole                                                               | -                                                                        | cap. 69’                                                                 |
| 7-9-2005                                                                 | Olomouc                                                                  | Rep. Ceca                                                                | 4 – 1                                                                    | Armenia                                                                  | Qual. Mondiali 2006                                                      | -                                                                        | cap.                                                                     |
| 8-10-2005                                                                | Praga                                                                    | Rep. Ceca                                                                | 0 – 2                                                                    | Paesi Bassi                                                              | Qual. Mondiali 2006                                                      | -                                                                        | cap. 23’                                                                 |
| 12-10-2005                                                               | Helsinki                                                                 | Finlandia                                                                | 0 – 3                                                                    | Rep. Ceca                                                                | Qual. Mondiali 2006                                                      | -                                                                        | cap.                                                                     |
| 12-11-2005                                                               | Oslo                                                                     | Norvegia                                                                 | 0 – 1                                                                    | Rep. Ceca                                                                | Qual. Mondiali 2006                                                      | -                                                                        | cap. 49’                                                                 |
| 12-6-2006                                                                | Gelsenkirchen                                                            | Stati Uniti                                                              | 0 – 3                                                                    | Rep. Ceca                                                                | Mondiali 2006 - 1º turno                                                 | -                                                                        | cap.                                                                     |
| 17-6-2006                                                                | Colonia                                                                  | Rep. Ceca                                                                | 0 – 2                                                                    | Ghana                                                                    | Mondiali 2006 - 1º turno                                                 | -                                                                        | cap. 56’                                                                 |
| 2-9-2006                                                                 | Teplice                                                                  | Rep. Ceca                                                                | 2 – 1                                                                    | Galles                                                                   | Qual. Euro 2008                                                          | -                                                                        | 88’                                                                      |
| 6-9-2006                                                                 | Bratislava                                                               | Slovacchia                                                               | 0 – 3                                                                    | Rep. Ceca                                                                | Qual. Euro 2008                                                          | -                                                                        |                                                                          |
| 15-11-2006                                                               | Praga                                                                    | Rep. Ceca                                                                | 1 – 1                                                                    | Danimarca                                                                | Amichevole                                                               | -                                                                        | 46’                                                                      |
| 7-2-2007                                                                 | Bruxelles                                                                | Belgio                                                                   | 0 – 2                                                                    | Rep. Ceca                                                                | Amichevole                                                               | -                                                                        | 68’                                                                      |
| 24-3-2007                                                                | Praga                                                                    | Rep. Ceca                                                                | 1 – 2                                                                    | Germania                                                                 | Qual. Euro 2008                                                          | -                                                                        | 53’ 67’                                                                  |
| 28-3-2007                                                                | Liberec                                                                  | Rep. Ceca                                                                | 1 – 0                                                                    | Cipro                                                                    | Qual. Euro 2008                                                          | -                                                                        |                                                                          |
| 22-8-2007                                                                | Vienna                                                                   | Austria                                                                  | 1 – 1                                                                    | Rep. Ceca                                                                | Amichevole                                                               | -                                                                        |                                                                          |
| 8-9-2007                                                                 | Serravalle                                                               | San Marino                                                               | 0 – 3                                                                    | Rep. Ceca                                                                | Qual. Euro 2008                                                          | -                                                                        | 82’                                                                      |
| 12-9-2007                                                                | Praga                                                                    | Rep. Ceca                                                                | 1 – 0                                                                    | Irlanda                                                                  | Qual. Euro 2008                                                          | -                                                                        | 46’                                                                      |
| 17-10-2007                                                               | Monaco di Baviera                                                        | Germania                                                                 | 0 – 3                                                                    | Rep. Ceca                                                                | Qual. Euro 2008                                                          | -                                                                        |                                                                          |
| 17-11-2007                                                               | Praga                                                                    | Rep. Ceca                                                                | 3 – 1                                                                    | Slovacchia                                                               | Qual. Euro 2008                                                          | -                                                                        |                                                                          |
| 21-11-2007                                                               | Strovolos                                                                | Cipro                                                                    | 0 – 2                                                                    | Rep. Ceca                                                                | Qual. Euro 2008                                                          | -                                                                        | cap.                                                                     |
| 26-3-2008                                                                | Copenaghen                                                               | Danimarca                                                                | 1 – 1                                                                    | Rep. Ceca                                                                | Amichevole                                                               | -                                                                        | 46’                                                                      |
| 27-5-2008                                                                | Praga                                                                    | Rep. Ceca                                                                | 2 – 0                                                                    | Lituania                                                                 | Amichevole                                                               | -                                                                        | 46’                                                                      |
| 30-5-2008                                                                | Teplice                                                                  | Rep. Ceca                                                                | 3 – 1                                                                    | Scozia                                                                   | Amichevole                                                               | -                                                                        |                                                                          |
| 7-6-2008                                                                 | Basilea                                                                  | Svizzera                                                                 | 0 – 1                                                                    | Rep. Ceca                                                                | Euro 2008 - 1º turno                                                     | -                                                                        |                                                                          |
| 11-6-2008                                                                | Ginevra                                                                  | Rep. Ceca                                                                | 1 – 3                                                                    | Portogallo                                                               | Euro 2008 - 1º turno                                                     | -                                                                        | 73’                                                                      |
| 15-6-2008                                                                | Ginevra                                                                  | Turchia                                                                  | 3 – 2                                                                    | Rep. Ceca                                                                | Euro 2008 - 1º turno                                                     | -                                                                        | 80’                                                                      |
| Totale                                                                   |                                                                          | Presenze                                                                 | 69                                                                       |                                                                          | Reti                                                                     | 1                                                                        |                                                                          |

## Palmarès

### Club
- Campionato olandese: 2

Ajax: 2001-2002, 2003-2004
- Coppa dei Paesi Bassi: 2

Ajax: 2001-2002, 2005-2006
- Supercoppa dei Paesi Bassi: 2

Ajax: 2002, 2005
- Coppa di Germania: 1

Norimberga: 2006-2007